# إيرني جونز (لاعب كرة قدم)
إيرني جونز (بالإنجليزية: Ernie Jones)‏ (12 نوفمبر 1920 في المملكة المتحدة - 1 نوفمبر 2002) هو لاعب كرة قدم بريطاني (وحمل سابقاً جنسية المملكة المتحدة لبريطانيا العظمى وأيرلندا) في مركز جناح ‏. شارك مع منتخب ويلز لكرة القدم. أما مع النوادي، فقد لعب مع بولتون واندررز وتوتنهام هوتسبير وسوانزي سيتي ونادي بريستول سيتي ونادي ريل ونادي ساوثهامبتون.